# Elisabeth Epp
Pour les articles homonymes, voir Epp.
Elisabeth Eschbaum épouse Epp (née le 26 janvier 1910 à Cologne, morte le 29 octobre 2000 à Vienne) est une actrice germano-autrichienne.

## Biographie
Elisabeth Eschbaum est la fille de l'architecte Ernst Eschbaum et d'une mère hollandaise. Elle suit des cours de théâtre à Bochum et auprès d'Adele Schönfeld (de), elle vient au théâtre municipal de Cologne en tant qu'apprentie, où elle rencontre Leon Epp (de). En 1928, elle rejoint un théâtre itinérant de la Société berlinoise pour l'éducation populaire comme son premier engagement sur scène. À peine un an plus tard, le metteur en scène Otto Preminger la découvre et l'intègre au Neues Wiener Schauspielhaus. Après une série d'engagements dans des théâtres à Vienne et à Mährisch-Ostrau, elle se rend au Deutsche Theater de Luxembourg pour deux saisons en 1934. Elle revient au Neues Wiener Schauspielhaus en 1937 et 1938.
En 1936, elle épouse Leon Epp, avec qui elle ouvre le théâtre "Die Insel" dans le Prinz-Eugen-Palais, sur le Ring, à Vienne en 1937. Un an plus tard, après l'annexion nazie, le théâtre doit fermer. Cependant, ils rouvrent ce théâtre après la Seconde Guerre mondiale, cette fois sur Johannesgasse. En raison de problèmes financiers, le théâtre ferme en 1951 ; le Metro-Kino (de) ouvre à sa place. Après que son mari y est nommé directeur en 1952, elle est membre de l'ensemble du Volkstheater de Vienne de 1953 à 1989.

## Filmographie
- 1949 : Mein Freund, der nicht nein sagen kann (de) (réalisation : Alfred Stöger)
- 1951 : Asphalt (réalisation : Harald Röbbeling (de))
- 1952 : Ich hab' mich so an Dich gewöhnt (de) (réalisation : Eduard von Borsody)
- 1952 : L'Histoire passionnante d'une star (réalisation : Ernst Marischka)
- 1954 : Hochstaplerin der Liebe (de) (réalisation : Hans H. König (de))
- 1954 : Les Jeunes Années d'une reine (réalisation : Ernst Marischka)
- 1955 : La Fin d'Hitler (réalisation : Georg Wilhelm Pabst)
- 1957 : Die unentschuldigte Stunde (réalisation : Willi Forst)
- 1957 : La Sainte et son fou (de) (réalisation : Gustav Ucicky)
- 1959 : Les Géants de la forêt (réalisation : Paul May)
- 1960 : L'Héritage de Björndal (réalisation : Gustav Ucicky)
- 1961 : Junge Leute brauchen Liebe (réalisation : Géza von Cziffra)
- 1963 : Der Musterknabe (de) (réalisation : Werner Jacobs)
- 1963 : Le Dernier Alibi (réalisation : Alfred Vohrer)
- 1976 : Ich will leben (réalisation : Jörg Eggers)
- 1979 : Geschichten aus dem Wienerwald (réalisation : Maximilian Schell)
- 1981 : Kopfstand (réalisation : Ernst Josef Lauscher (de))
- 1985 : Tatort: Des Glückes Rohstoff (de) (réalisation : Kurt Junek (de)) (TV)
- 1986 : Tatort: Der Tod des Tänzers (de) (réalisation : Ernst Josef Lauscher) (TV)
- 1990 : Der veruntreute Himmel (réalisation : Ottokar Runze) (TV)
- 1992 : The Mixer (série télévisée), épisode : The Mixer and the Great Casino Swindle (réalisation : Hermann Leitner)